# Jaskinnica cesarska
Jaskinnica cesarska (Speleomantes imperialis) – gatunek płaza ogoniastego z rodziny bezpłucnikowatych (Plethodontidae). Występuje endemicznie na włoskiej wyspie Sardynii do wysokości 1170 m n.p.m. Dorasta do 15 cm długości, a jego ciało ma barwę od ciemnobrązowej do czarnej. Gatunek bliski zagrożenia (NT) w związku ze stosunkowo niewielkim zasięgiem występowania oraz spadkiem jakości i rozmiarów jego siedliska. W przeciwieństwie do innych gatunków Speleomantes, nie jest prawdopodobnie podatny na infekcje patogenicznego grzyba Batrachochytrium salamandrivorans.

## Wygląd
Samce dorastają do 13,3 cm, a samice do 15,0 cm długości. Kończyny dobrze rozwinięte, kończyny tylne nieco dłuższe niż kończyny przednie. Stopy kończyny przedniej mają 4, a tylnej 5 spłaszczonych palców. Kolor podstawowy od ciemnobrązowego do czarnego, obecny również marmurkowy wzór, który może mieć barwę żółtą, zieloną lub ochry. Na szyi może występować wzór w kształcie litery V (lub odwróconej litery V) lub litery X. Brzuch jest jasny i czasami prześwitujący – przez co widać narządy wewnętrzne. Na gardle, brzuchu i ogonie widoczne są brązowe lub czarne kropki, które są ciemniejsze niż u spokrewnionej jaskinnicy żółtej (Speleomantes flavus). Złapany przez człowieka, gatunek ten wydziela silną woń – w związku z powyższym zarówno jedna z angielskich nazw (Scented Cave Salamander), jak i nazwa włoska (Geotritone oderoso) nawiązują do zapachu wydzielanego przez płaza.

## Zasięg występowania i siedlisko
Endemit – występuje wyłącznie w środkowej i wschodniej części Sardynii w prowincjach Nuoro, Oristano i Cagliari. Subpopulacja z okolic góry Setter Fratelli uznawana jest obecnie za oddzielny gatunek Speleomantes sarrabusensis. Występuje na wysokościach 7 – 1170 m n.p.m., a jego zasięg wynosi 2449 km². Zasiedla wilgotne wychodnie skalne, jaskinie, szczeliny oraz obszary zalesione w pobliżu strumieni.

## Rozmnażanie i rozwój
Rozród został zaobserwowany jedynie w niewoli. Jaja miały średnicę 5–6 mm i pozostawały pod opieką samicy. Do wyklucia doszło po 173 dniach, a larwy pozostały przy samicy przez 14 dni, żywiąc się pozostałym żółtkiem, po czym odpłynęły i zaczęły się odżywiać niezależnie.

## Status
IUCN klasyfikuje jaskinnicę cesarską jako gatunek bliski zagrożenia (NT) w związku ze stosunkowo niewielkim zasięgiem występowania oraz spadkiem rozmiarów i jakości jego siedliska. W obrębie zasięgu płaz ten jest natomiast liczny, populacja może natomiast odnotowywać spadek w związku z nadmiernym odłowem w celach hodowlanych. Utrata siedliska spowodowana jest głównie pożarami zainicjowanymi przez ludzi w celu zwiększenia obszarów dostępnych na pastwiska i mieszkania. Zagrażać mu może również zmiana klimatu. W przeciwieństwie do innych gatunków Speleomantes, gatunek ten nie jest zapewne wrażliwy na infekcje patogenicznego grzyba Batrachochytrium salamandrivorans, jako że testy laboratoryjne wykazały odporność na owe infekcje.
Jaskinnica cesarska występuje w Parku Narodowym Gennargentu, czterech obszarach Natura 2000 oraz najprawdopodobniej w parku regionalnym Parco Naturale Regionala della Giara di Gesturi. Wymieniony jest w załączniku II konwencji berneńskiej oraz załączniku IV dyrektywy siedliskowej Unii Europejskiej.